# Telmatobius thompsoni
Telmatobius thompsoni är en groddjursart som beskrevs av Wiens 1993. Telmatobius thompsoni ingår i släktet Telmatobius och familjen Ceratophryidae. IUCN kategoriserar arten globalt som starkt hotad. Inga underarter finns listade i Catalogue of Life.